# Cappella di Sant'Antonio abate a Montecucco
La Cappella di Sant'Antonio abate è un edificio religioso situato nel territorio comunale di Cinigiano, all'interno della tenuta di Montecucco.

## Descrizione
L'edificio religioso fu costruito negli anni trenta del secolo scorso come cappella gentilizia della tenuta, quasi certamente in sostituzione di una preesistente chiesa.
La cappella si presenta come un edificio ad aula unica, con abside semicircolare e facciata preceduta da un porticato a tre ordini, con arcate a tutto sesto che richiamano elementi stilistici di gusto neoromanico. La più ampia arcata centrale è sovrastata, nella parte sommitale, da un timpano triangolare, che sporge oltre il tetto spiovente di copertura del portico.
Al centro della facciata propriamente detta, protetta dalla copertura del portico nella metà inferiore, si apre il portale d'ingresso con arco tondo; mentre nella parte alta aperta vi è la presenza di un rosone circolare che contribuisce all'illuminazione dell'interno.
Le strutture murarie esterne si presentano rivestite quasi interamente in laterizio, con alcuni elementi frammisti in travertino; lungo le pareti laterali e dell'abside si aprono alcune monofore, dalle quali penetra la luce per illuminare l'interno a navata unica. Il tetto si presenta a capanna.